# Neonegeta atriflava
Neonegeta atriflava är en fjärilsart som beskrevs av George Francis Hampson 1912. Neonegeta atriflava ingår i släktet Neonegeta och familjen trågspinnare. Inga underarter finns listade i Catalogue of Life.